# Гунсянь
Гунся́нь (кит. упр. 珙县, пиньинь Gǒng xiàn) — уезд городского округа Ибинь провинции Сычуань (КНР).

## История
С древних времён на этих землях проживали представители национальных меньшинств. При империи Юань в 1362 здесь была учреждена область Гунчжоу (珙州). При империи Мин в 1371 году область была преобразована в уезд. В 1379 году уезд Гун был присоединён к уезду Гао (高县), но в 1382 году был выделен вновь.
В ноябре 1950 года был образован Специальный район Ибинь (宜宾区专), и уезд вошёл в его состав. В 1970 году Специальный район Ибинь был переименован в Округ Ибинь (宜宾地区). В 1996 году постановлением Госсовета КНР округ Ибинь был расформирован, и территория бывшего округа Ибинь стала Городским округом Ибинь.

## Административное деление
Уезд Гун делится на 11 посёлков, 3 волости и 3 национальные волости.